# Huazalingo
Esta página se refiere a una localidad. Para el municipio homónimo véase Municipio de Huazalingo
Huazalingo es una localidad mexicana, cabecera del municipio de Huazalingo en el estado de Hidalgo.

## Toponimia
El nombre original de la población fue Cuezalingo, que en lengua náhuatl significa Cuezallin "llamas" finge como "locativo", "lugar de llamas".

## Historia
La fundación del municipio fue por indígenas nahuas y huastecos. Al finalizar la conquista, Huazalingo se constituyó en República de Indios dependiente de la Alcaldía Mayor de Yahualica.
En 1542 Huazalingo, fue dada en encomienda por el Cabildo de México a Juan Rodríguez o Ramírez, vecino de Pánuco pero el virrey Antonio de Mendoza y Pacheco acordó dársela a Gabriel de Aguilar. Fray Antonio de Roa realizó el trabajo de evangelización y se le atribuye ala construcción de la primera iglesia dedicada al Apóstol San Pedro, pero poco después se construía un templo mejor en el pueblo de San José Huazalingo a legua y media de la iglesia de San Pedro, siendo erigida en parroquia del Arzobispado de México.
En 1804 Huazalingo, pertenecía a la intendencia de Veracruz, y para el 15 de febrero de 1826, se consigna Huazalingo como ayuntamiento perteneciente al partido de Yahualica de la prefectura de Huejutla. El 7 de diciembre de 1870 por el decreto n.º 86, se extingue la municipalidad de Huazalingo del distrito de Huejutla y el pueblo de Tlamumala de Huazalingo se anexará al municipio de Tlanchinol. El 10 de octubre de 1877, por el decreto n.º 288, se restituye el municipio de Huazalingo.

## Geografía
Se encuentra ubicado al norte del estado de Hidalgo, en la región Huasteca. Le corresponden las coordenadas geográficas 20°58′49.089″ de latitud norte y 98°30′27.894″ de longitud oeste, con una altitud de 903 m s. n. m.
Su terreno es de sierra principalmente; y se encuentra en la provincias fisiográfica de la Sierra Madre Oriental, y dentro de la subprovincia del Carso Huasteco. En lo que respecta a la hidrología se encuentra posicionado en la región del Pánuco, dentro de la cuenca del río Moctezuma, y en la subcuenca del río los Hules.
El clima es semicálido húmedo con lluvias todo el año; y registra una temperatura media anual de 21 °C y una precipitación pluvial de 2350 milímetros cúbicos promedio por año.

## Demografía
De acuerdo con el Censo de Población y Vivienda 2020 del INEGI; la localidad tiene una población de 770 habitantes, lo que representa el 6.03 % de la población municipal. De los cuales 365 son hombres y 405 son mujeres; con una relación de 90.12 hombres por 100 mujeres.
Las personas que hablan alguna lengua indígena, es de 165 personas, alrededor del 21.43 % de la población de la ciudad; se habla principalmente Náhuatl de la Huasteca hidalguense. En la ciudad hay 65 personas que se consideran afromexicanos o afrodescendientes, alrededor del 8.44 % de la población de la ciudad.
De acuerdo con datos del censo INEGI 2020, unas 757 se declaran practicar la religión católica; unas 8 personas declararon profesar una religión protestante o cristiano evangélico; cero personas declararon otra religión; y una persona que declararon no tener religión o no estar adscritas en alguna.
| Gráfica de evolución demográfica de Huazalingo entre 1900 y 2020                             |
|                                                                                              |
| Población de los censos y conteos del Instituto Nacional de Estadística y Geografía (INEGI). |

## Economía
Tiene un grado de marginación medio y un grado de rezago social bajo.